# Kerman
Kerman (perski: کرمان) – miasto w Iranie, stolica prowincji (ostanu) o tej samej nazwie, położonej w dolinie między górami Kuh-e Rid i Kuh-e Banan.
Liczba mieszkańców w 2003 roku wynosiła ok. 425 tys. W mieście rozwinął się przemysł włókienniczy (zwłaszcza bawełniany), cukierniczy i metalurgiczny. W okolicach wydobywa się złoża rudy żelaza, miedzi i boksytów. Kerman jest największym ośrodkiem produkcji dywanów w Iranie.

## Dzieje
Założone w III w. n.e. przez Sasanidów pod nazwą Behdeshir. Obecna nazwa została przyjęta za panowania dynastii Safawidów. Miasto rozwinęło się najbardziej za Kadżarów w XVIII–XIX w. W 1794 roku Kerman jako ostatnia ostoja dynastii Zandów został oblężony przez wojsko Aghi Mohammada Chana Kadżara, który za karę udzielenia poparcia Lotf Alemu Chanowi kazał wyłupić oczy dwudziestu tysiącom mieszkańców miasta, 8 tysięcy żon oddał swoim żołnierzom, a pozostałych mieszkańców miasta sprzedał w niewolę. Z gałek ocznych zamordowanych ludzi zbudowano piramidę. Lotf Ali Chan został pojmany, oślepiony i poćwiartowany.

## Galeria

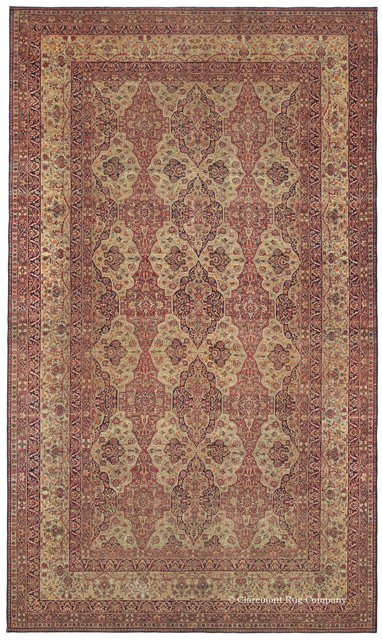
Dywan kermański
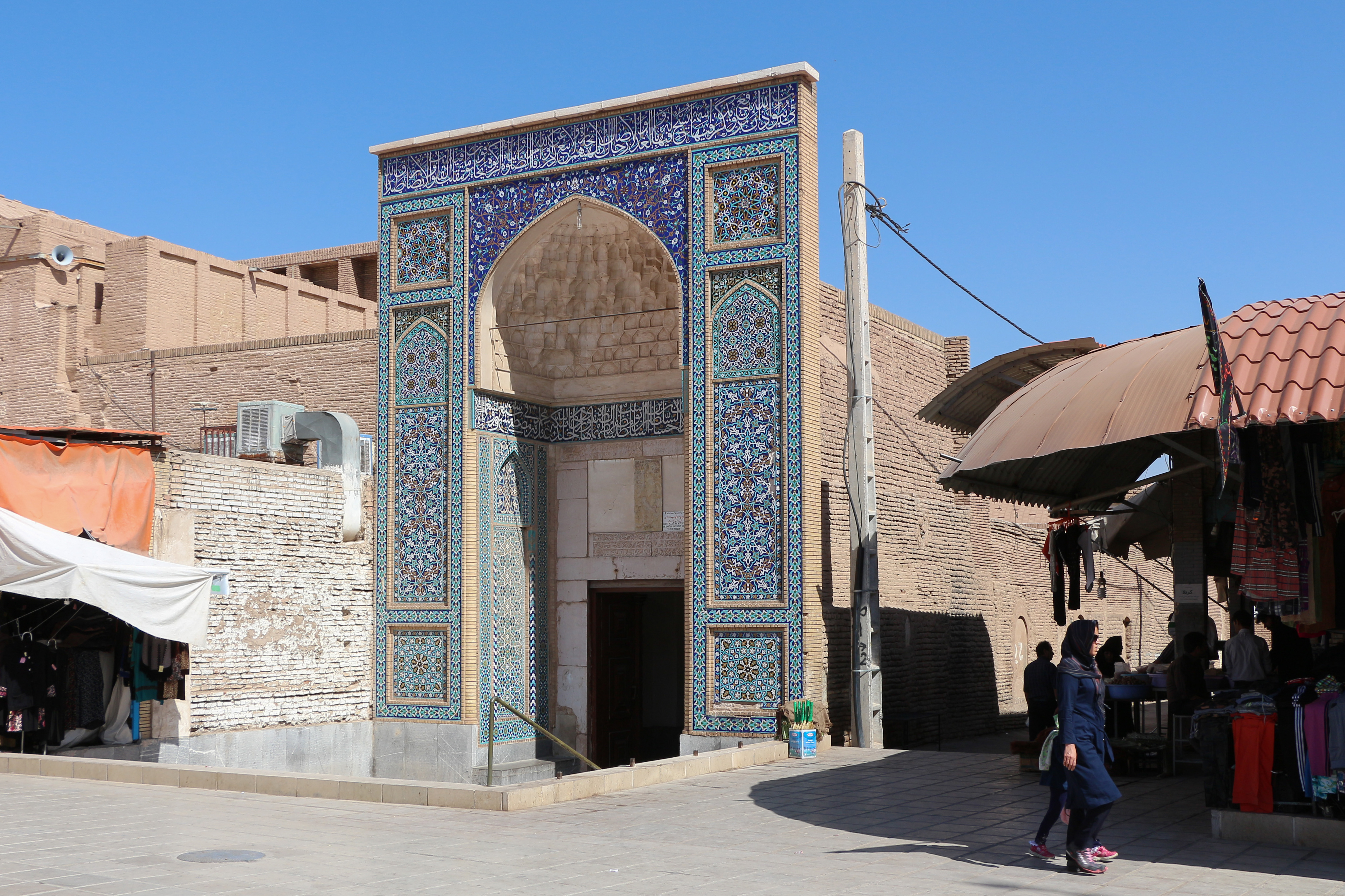
Ejwan meczetu Jameh
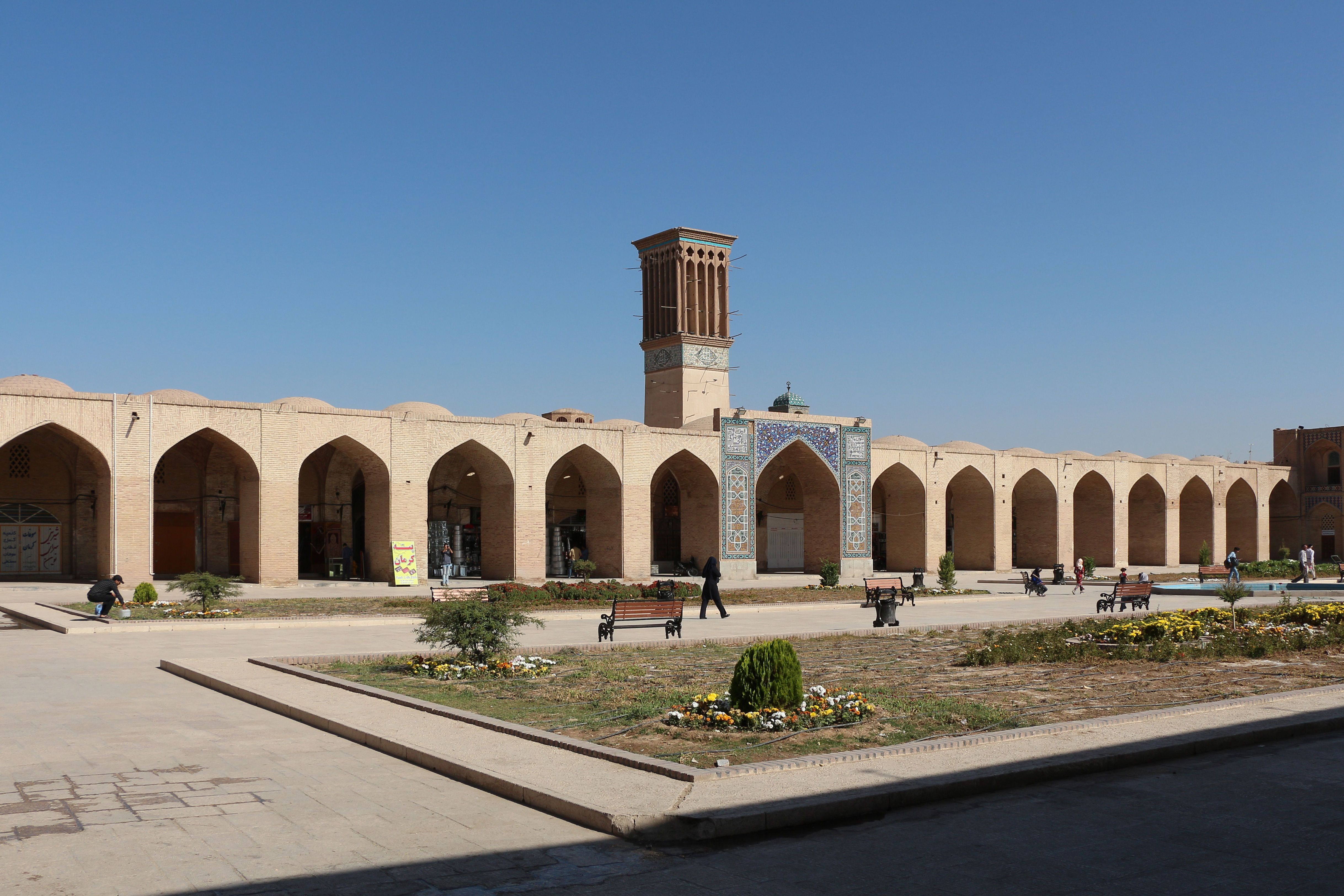
Kompleks Ganjali
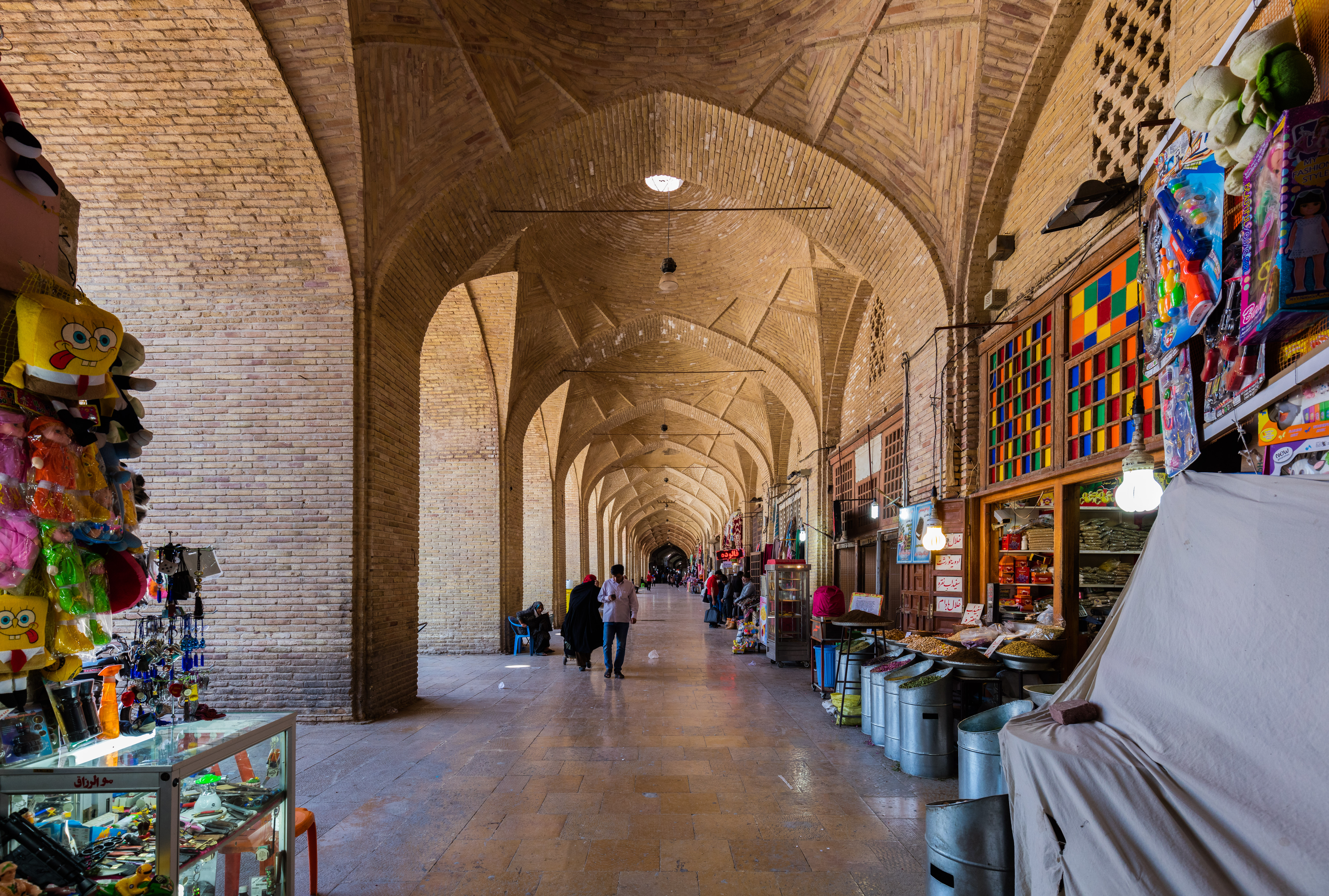
Bazar w Kermanie
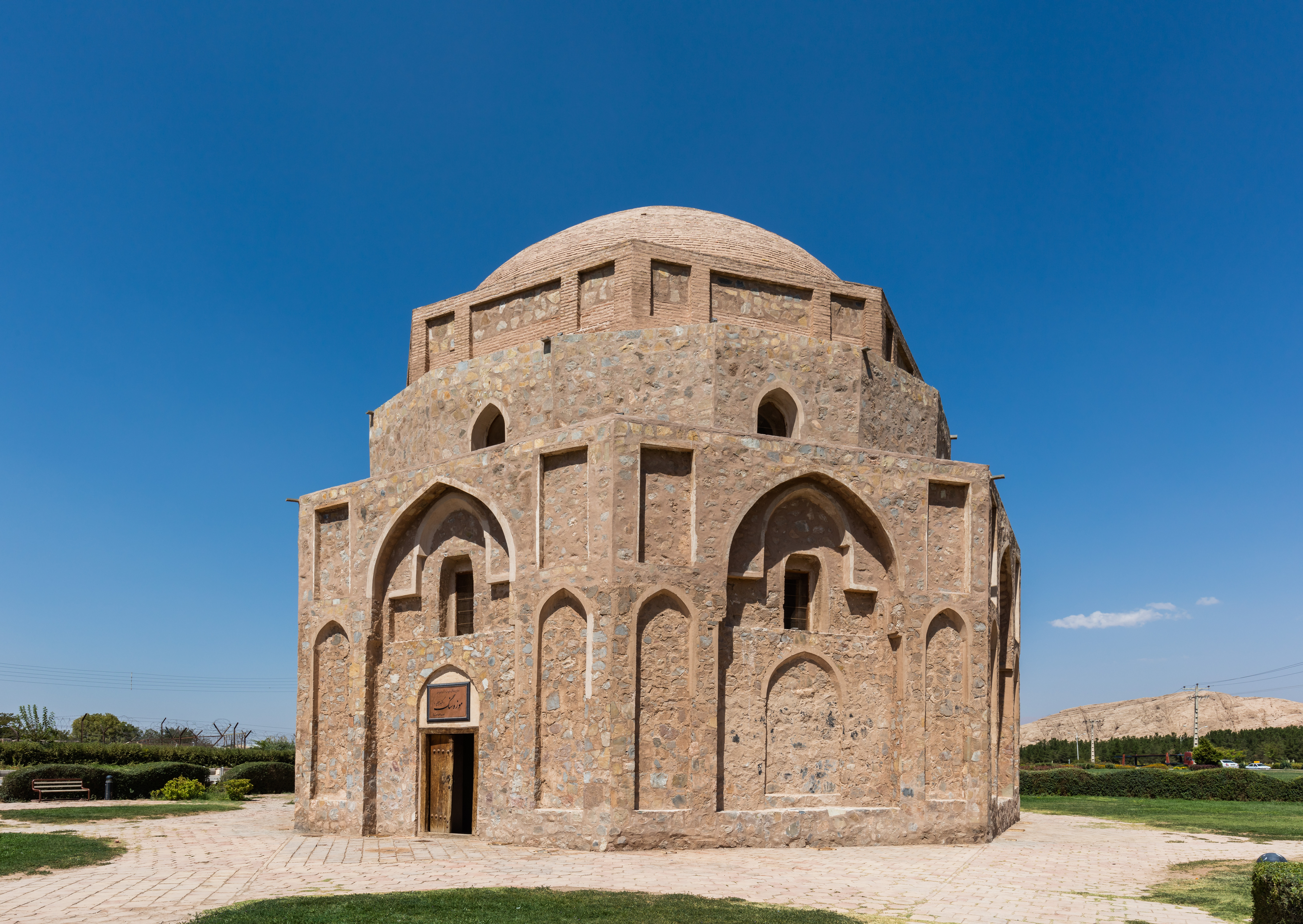
Kopuła Jabalieh
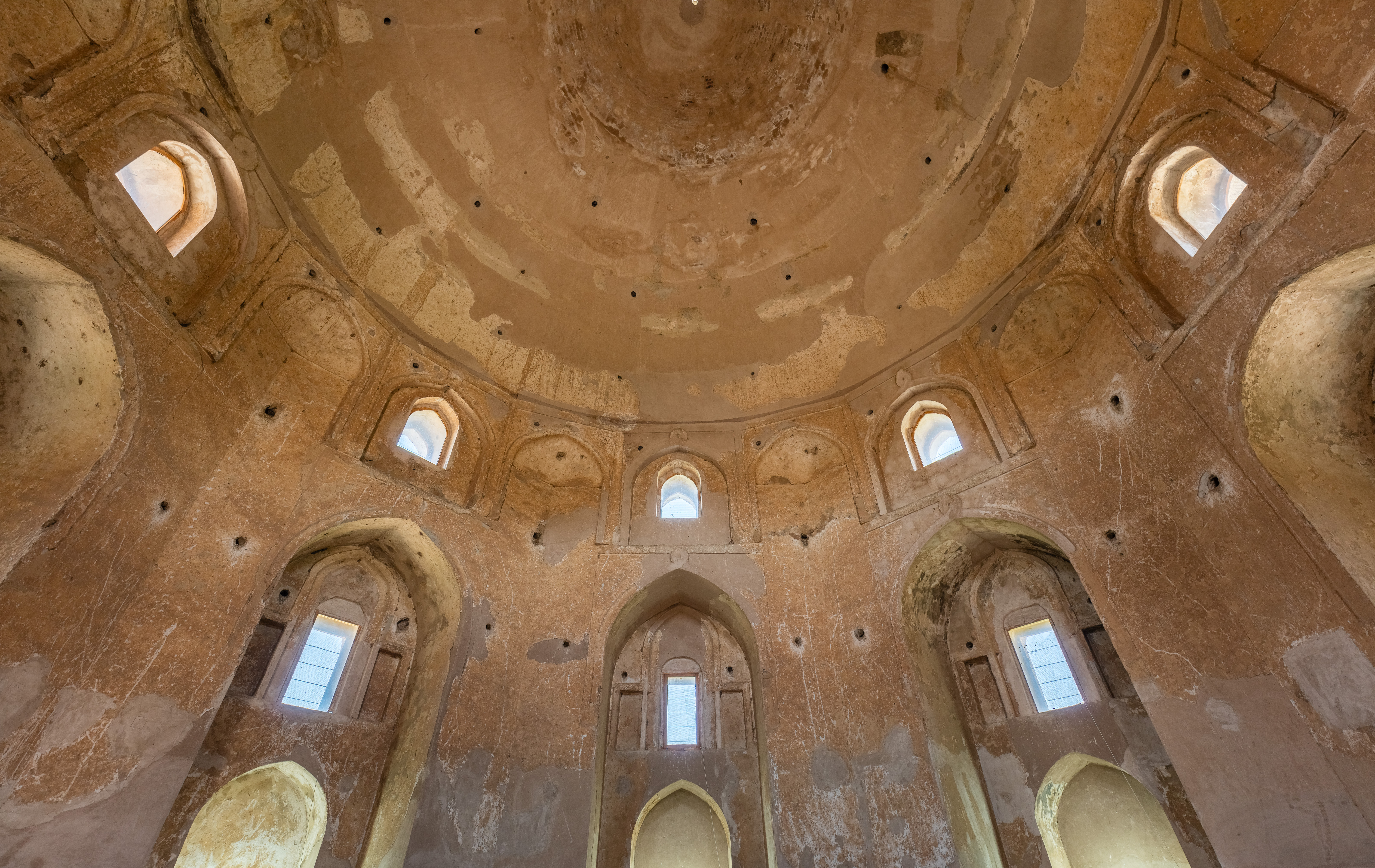
Jabalieh - wnętrze
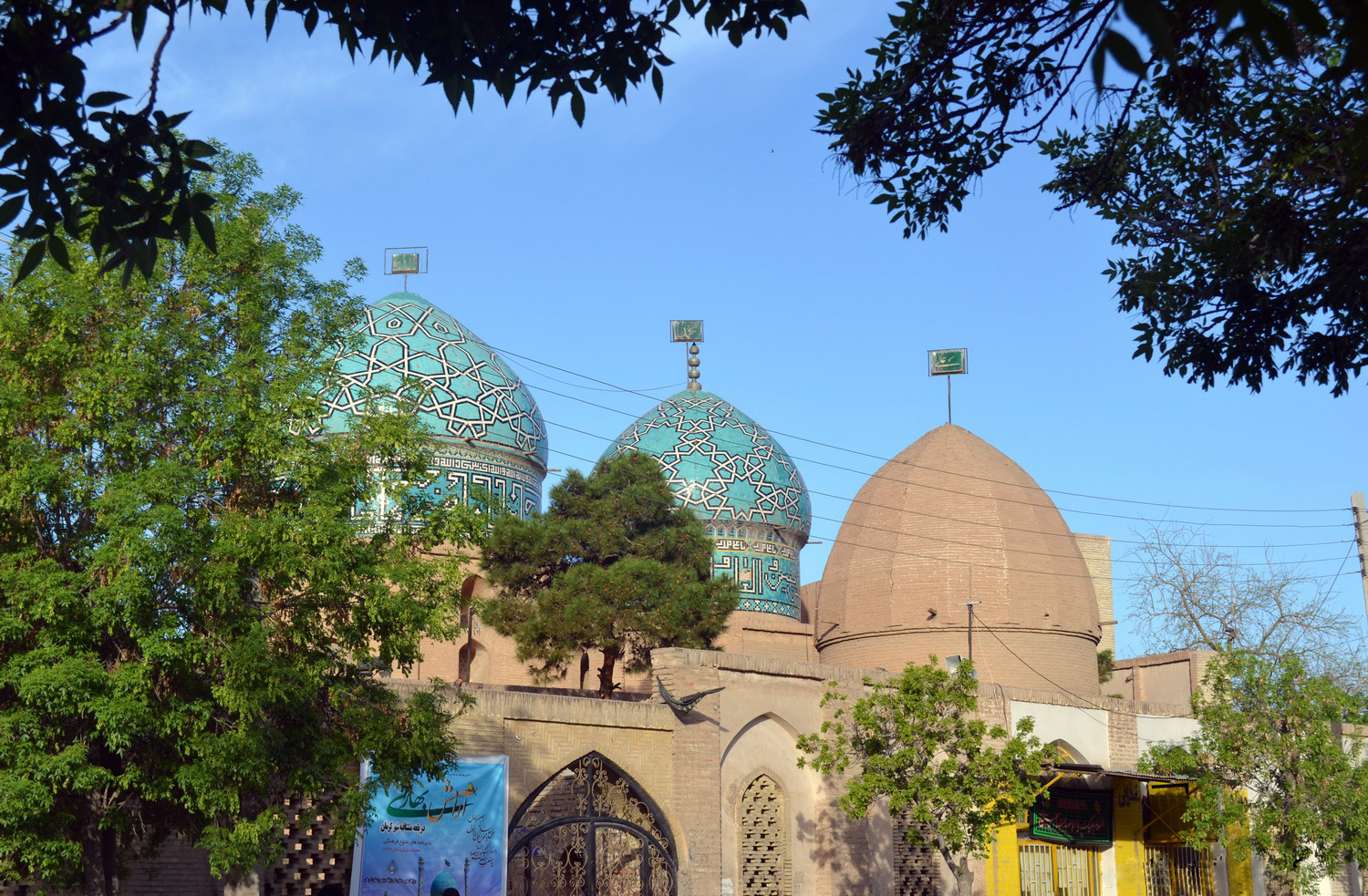
Jeden z meczetów w Kermanie